# Incala variegata
Incala variegata är en skalbaggsart som beskrevs av Ernst Gustav Kraatz 1899. Incala variegata ingår i släktet Incala och familjen Cetoniidae. Inga underarter finns listade i Catalogue of Life.